# Éternellement
Singles de Tragédie
Sexy pour moi
(2003) Je reste ghetto
(2004)
Éternellement est une chanson du duo nantais Tragédie, sortie le 19 mars 2004 sous le label Warner Music Group. Il s'agit de la 3e chanson sortie en single pour le groupe.

## Liste des pistes
CD-Single
1. Éternellement (Radio Edit) - 3:43
2. Je mise mes atouts feat. Be.Llel - 4:04

## Classement par pays
| Classement (2004)                       | Meilleure position |
| --------------------------------------- | ------------------ |
| Suisse (Schweizer Hitparade)            | 40                 |
| France (SNEP)                           | 6                  |
| Belgique (Wallonie Ultratop 50 Singles) | 8                  |